# Jhalokati (zila)
Jhalokati (en bengalí: bengalí) es un zila o distrito de Bangladés que forma parte de la división de Barisal.
Comprende 4 upazilas en una superficie territorial de 708 km² : Jhalokati Sadar, Kathalia, Nalchity y Rajapur.
La capital es la ciudad de Jhalokati.

## Upazilas con población en marzo de 2011
- Jhalakati Sadar 216,348
- Kanthalia 124,271
- Nalchiti 193,556
- Rajapur 148,494

## Demografía
Según estimación 2010 contaba con una población total de 762.479 habitantes.